# Elizabeth Chase Akers Allen
Elizabeth Chase Akers Allen, cuyo nombre de nacimiento era Elizabeth Anne Chase, (9 de octubre de 1832-7 de agosto de 1911) fue un escritora, periodista y poeta estadounidense, recordada sobre todo por su conocido poema «Rock Me to Sleep, Mother» que fue transformado en canción y alcanzó gran popularidad durante la Guerra de Secesión de Estados Unidos.  

## Biografía
Elizabeth Chase nació el 9 de octubre de 1832 en Strong, Maine; sus padres eran Thomas Chase y Mercy Fenno Barton. Tras la muerte de su madre, se fue a vivir con unos familiares a la cercana localidad de Farmington, donde realizó sus estudios. Comenzó a escribir poemas a la edad de quince años. Contrajo matrimonio con Marshall Taylor en 1851, pero este la abandonó junto a su pequeña hija pocos años después. Se mudó a Portland y consiguió trabajo en el Portland Transcript como escritora y editora asociada y fue en esa época que comenzó a escribir poesía bajo el seudónimo de Florence Percy.
En 1856, publicó un volumen de poemas titulado Forest Buds From the Woods of Maine, el cual resultó un éxito y el dinero producto de las ventas le permitió viajar por Europa entre 1858-1860, durante su viaje trabajó como corresponsal para el Portland Transcript y el Boston Evening Gazette. Mientras visitaba Roma escribió el poema «Rock Me to Sleep, Mother» y lo envió para su publicación al Saturday Evening Post de Filadelfia, Pensilvania. El poema, una narrativa sobre la maternidad y el amor a la madre dentro de un sistema patriarcal, fue transformado en canción gracias a la música de Ernest Leslie y alcanzó gran popularidad durante la Guerra de Secesión de Estados Unidos, convirtiéndose en la obra más reconocida de la autora.
En 1860, Elizabeth se casó con Benjamin Paul Akers, un escultor de Maine que vivía en Italia y que murió de tuberculosis un año después; la pareja tuvo un hija que posteriormente también falleció. Durante la Guerra de Secesión, entre 1863 y 1865, trabajó para el gobierno en la Oficina de Guerra de Washington D. C. y ayudó en la atención de los soldados heridos. En 1865, se casó por tercera ocasión con Elijah M. Allen y al año siguiente publicó una colección de sus poemas en un libro titulado Poems, en la que incluyó «Rock Me to Sleep, Mother», la publicación generó gran polémica y un proceso judicial ya que varios escritores, entre ellos Alexander M. W. Ball, reclamaron la autoría de este último.
Después de vivir durante un tiempo en Richmond, Virginia, Elizabeth y su esposo se establecieron en Portland, Maine en 1874, ahí trabajó como editora literaria del Daily Advertiser. En 1881, la pareja se mudó a Tuckahoe, Nueva York, y durante los siguientes años Elizabeth publicó varias colecciones de poesía y una novela, The Triangular Society: Leaves From the Life of a Portland Family. Murió el 7 de agosto de 1911 en Tuckahoe, Nueva York, a la edad de 79 años.

## Obras
Un listado selecto de su trabajo incluye:

### Colecciones de poemas
- Forest Buds from the Woods of Maine (1856)
- Poems (1866)
- Queen Catharine's Rose (1885)
- The Silver Bridge, and Other Poems (1885)
- Two Saints (1888)
- The High-Top Sweeting, and Other Poems (1891)
- The Proud Lady of Stavoven (1897)
- The Ballad of the Bronx (1901)
- The Sunset Song, and Other Verses (1902)

### Novela
- The Triangular Society: Leaves From the Life of a Portland Family (1886)